# Ringwallanlage Dünsberg

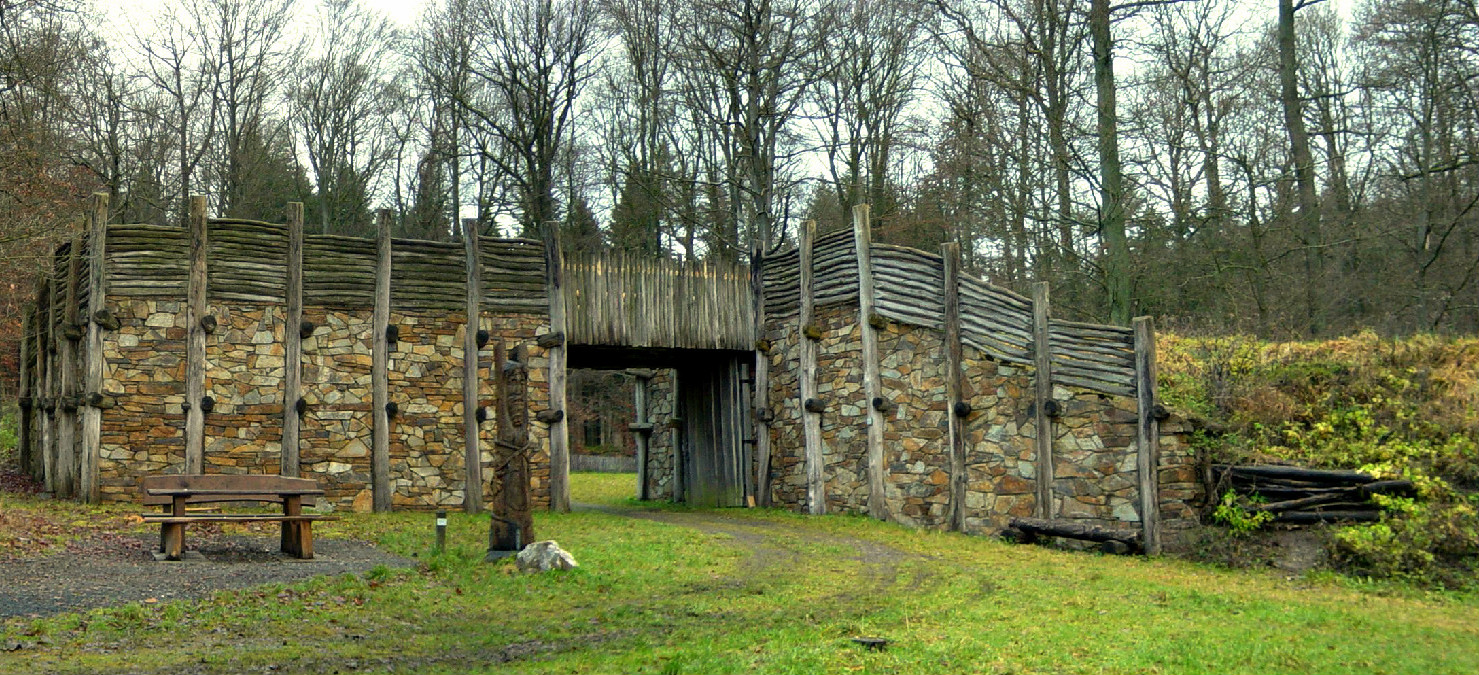
Toranlage als freie Rekonstruktion eines keltischen Tangentialtores

Die Ringwallanlage Dünsberg ist ein etwa 90 Hektar großes eisenzeitliches Oppidum auf dem Dünsberg bei Wetzlar und Gießen, das durch drei mächtige Ringwälle befestigt war. Seit 1999 finden hier regelmäßige Forschungsgrabungen durch die Römisch-Germanische Kommission und den Dünsberg-Verein Archäologie im Gleiberger Land e. V. statt. Teile der aus dem 3. bis 1. Jahrhundert v. Chr. stammenden Anlage, darunter ein rekonstruiertes Tor, sind heute ein Freilichtmuseum.

## Lage

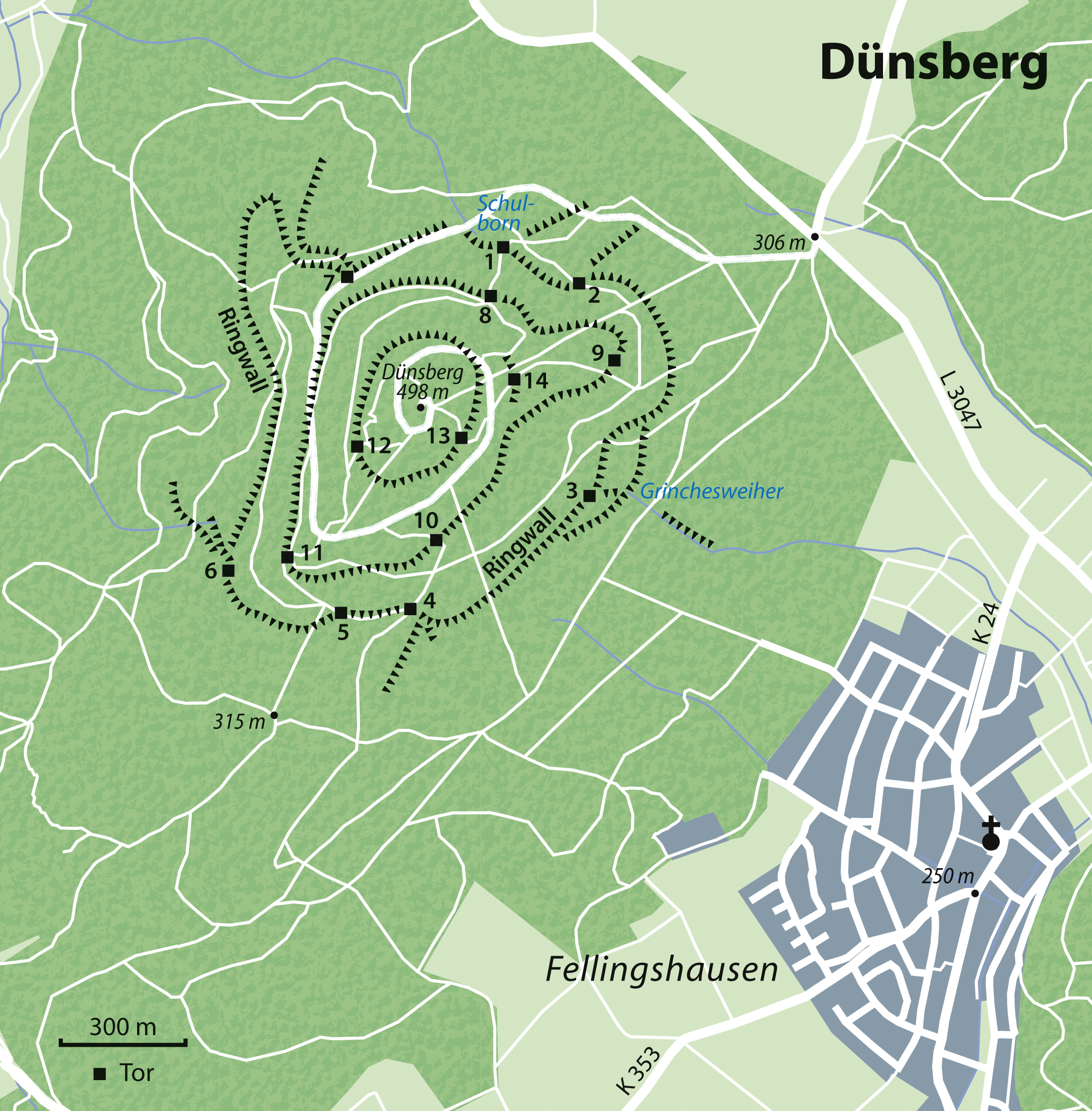
Karte mit Ringwallanlagen und Toren (1–14)

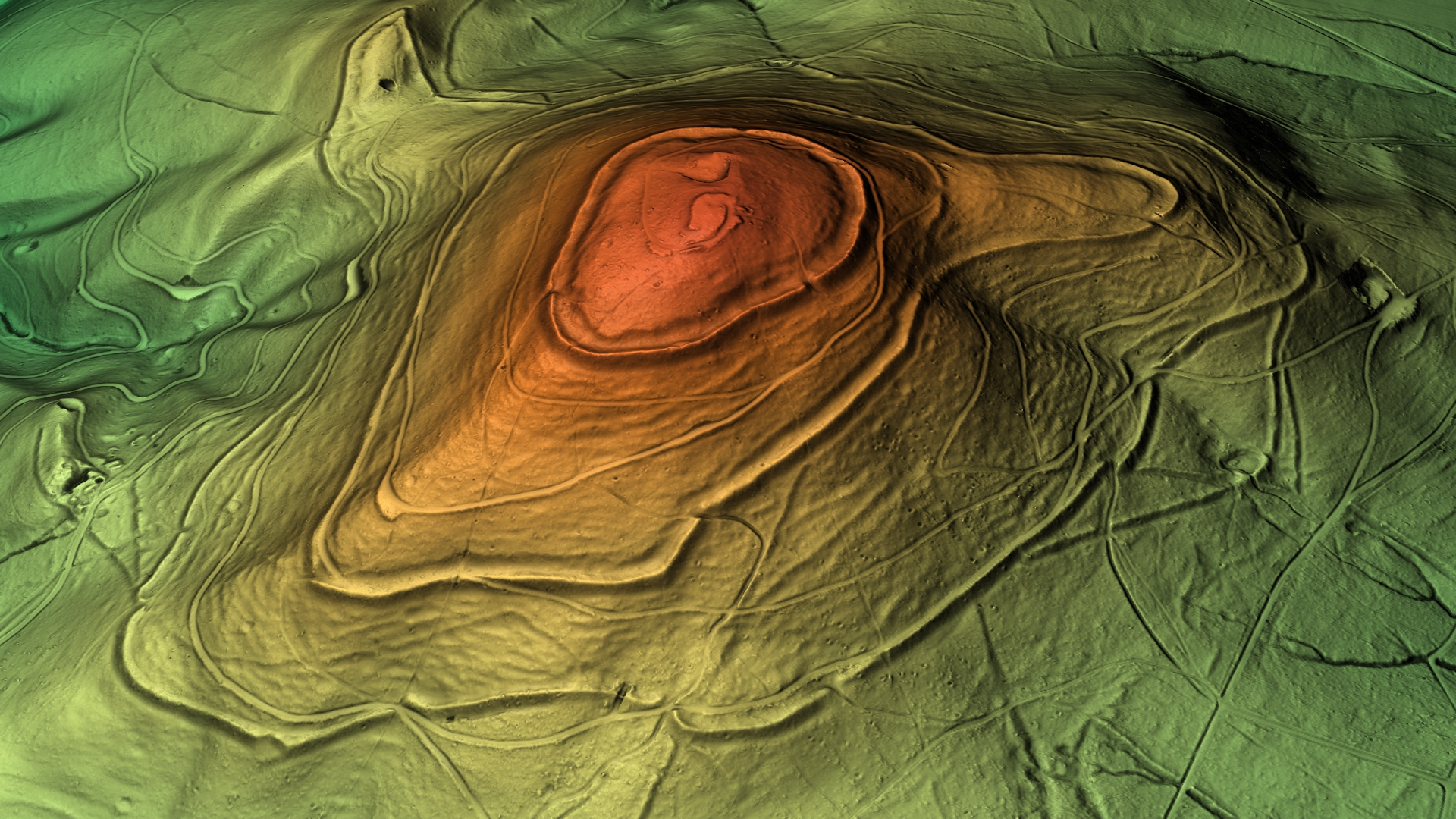
Digitales Reliefbild des Dünsbergs

Der Dünsberg bildet mit seiner charakteristischen Silhouette und einer Höhe von 498 Metern eine deutliche Landmarke etwa elf Kilometer nordöstlich von Wetzlar und ca. neun Kilometer nordwestlich von Gießen. Er dominiert das Lahntal und ermöglicht die Kontrolle des Zugangs zur siedlungsgünstigen Wetterau von Norden her. Die Ringwallanlage befindet sich auf der Kuppe des Berges. Auch die relativ steilen Hänge waren während der Eisenzeit besiedelt. Neben seiner strategischen Lage besaß der Dünsberg durch Eisenerzvorkommen auch eine wirtschaftliche Bedeutung.

## Forschungsgeschichte
Bereits 1730 veröffentlichte Johann Georg Liebknecht ein Werk zur Geschichte Hessens, in dem erstmals die Bodendenkmäler des Dünsbergs, nebst einer Beschreibung römischer Fundmünzen, erwähnt werden: „Wegen seiner alten Monumente … ist der Dünsberg in Hessen einmalig.“
Vom 18. Jahrhundert an wurden immer öfter Metallfunde bekannt. Der ortsansässige Guts- und Waldbesitzer A. van der Hoop besaß die wohl umfangreichste Privatsammlung. Dadurch aufmerksam geworden, erfolgten erste systematische Ausgrabungen in den Jahren 1903 bis 1906 durch den Direktor des Landesmuseums Nassauischer Altertümer in Wiesbaden, Emil Ritterling. Ritterling legte im Auftrag der Reichs-Limeskommission Schnitte durch die Wälle und entdeckte am Schulborn eine keltische Quellfassung aus Holz. Ritterlings Nachfolger Eduard Brenner setzte 1912 die Erforschung des Dünsbergs fort. Aber erst 1958 wurde eine erste umfassende Planskizze der Anlage durch Wolfgang Dehn vorgelegt.
Weitere Befunde wurden in den 1960er und 1970er Jahren durch Baumaßnahmen aufgedeckt. 1974 untersuchte Fritz-Rudolf Herrmann vom Landesamt für Denkmalpflege Hessen (LfDH) ein Areal auf der Kuppe des Berges beim Bau des Fernsehturms. Nach der Vermessung der Ringwälle durch die Fachhochschule Frankfurt 1984 bewilligte der hessische Landtag einen Sonderetat für die Erforschung der Anlage. Aber erst 1999 begann die Römisch-Germanische Kommission mit Unterstützung des eigens gegründeten Vereins Archäologie im Gleiberger Land e. V. – auch Dünsberg-Verein genannt –, unter der Leitung von Karl F. Rittershofer mit planmäßigen Forschungsgrabungen am Südhang. Diese Grabungskampagnen werden bis heute unter der Leitung von Claudia Nickel fortgeführt.

## Anlage

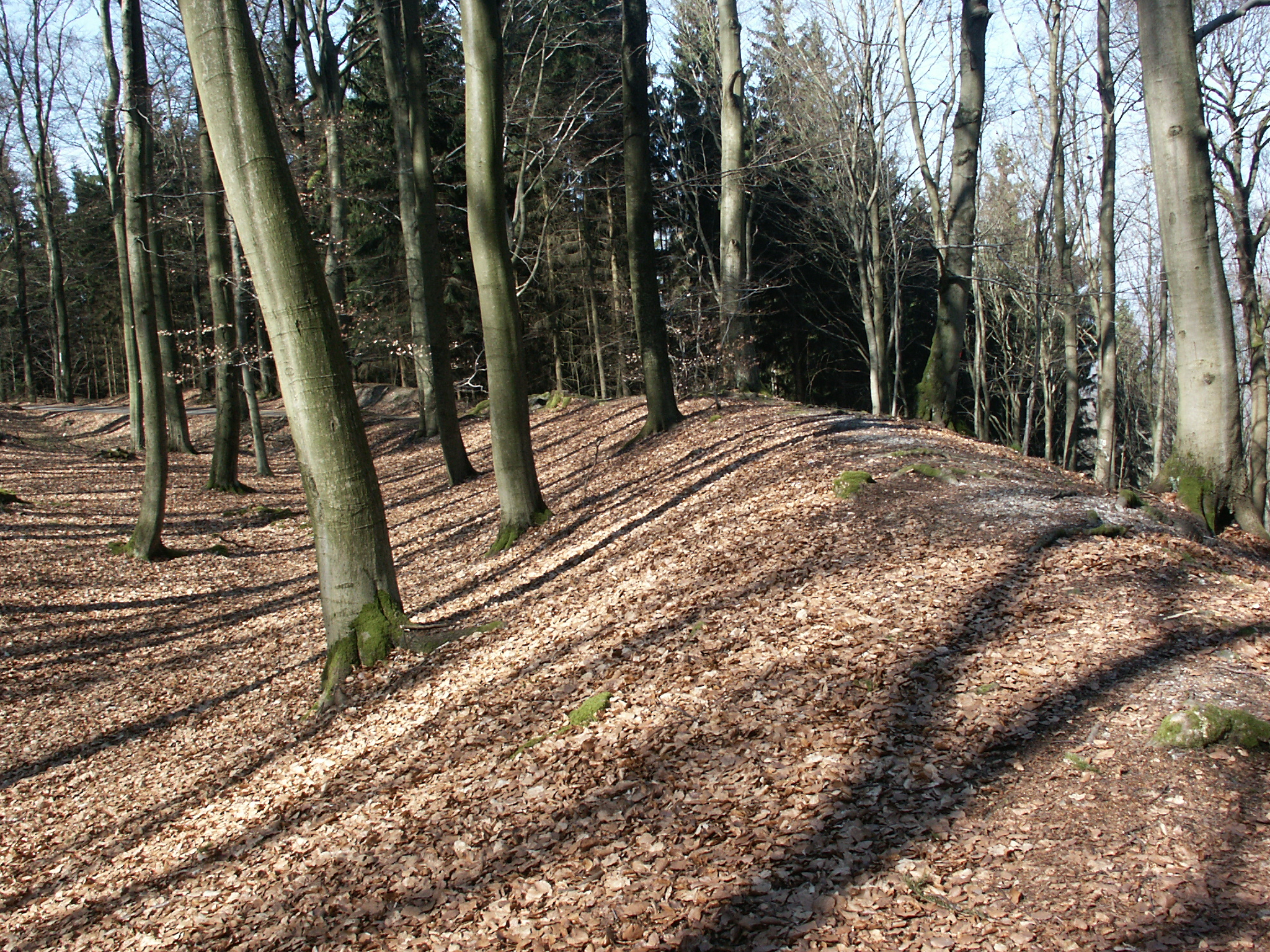
Ringwall am Südhang des Dünsbergs

Die Kuppe des Dünsbergs wird von drei Ringwällen mit vorgelagerten Spitzgräben umgeben, die heute noch über zehn Meter hoch erhalten sind und einen ca. 90 ha großen Siedlungsbereich einschließen. Durch Vermessungen wurden bislang insgesamt 14 Tordurchlässe bekannt, die durchnummeriert wurden. An den steilen Hängen wurden von den Bewohnern podienartige Terrassenflächen angelegt. In der Zeit des oppidum boten diese Platz für Häuser, die aus einer mit Lehm verkleideten Holzkonstruktion bestanden.
Die drei Ringwälle bestanden vermutlich nicht gleichzeitig. Jedoch ist die Abfolge der Anlage noch weitgehend ungeklärt. Befunde am Südhang weisen auf eine befestigte Ansiedlung ab dem 8. Jahrhundert v. Chr., also seit der spätbronzezeitlichen Urnenfelder-Kultur, hin. In diesen frühen Kontext wird der innere Befestigungsring gezählt. Charakteristische Brandrückstände sprechen für eine Anlage mit einer massiven Holz-Erde-Mauer. Das Gros der bisherigen Funde stammt aus dem 3. Jahrhundert v. Chr. Diese Blütezeit ging mit einem wirtschaftlichen Aufschwung aufgrund der verstärkten Ausbeutung von Eisenerzlagerstätten am Dünsberg einher. Das Metall wurde vor Ort verhüttet und verarbeitet. Möglicherweise zählt der mittlere Ringwall in diese Phase. Aber lediglich der äußere Wall konnte anhand von Holzfunden in die Zeit um 120/100 v. Chr. dendrodatiert werden.
Innerhalb der Anlage sind keine Brunnen bekannt. Die Wasserversorgung des oppidum erfolgte über natürliche Quellaustritte, die mit Holzbecken eingefasst wurden. Zwei dieser Quelleinfassungen, der Grinchesweiher und der Schulborn, wurden bereits von Ritterling ergraben. 2003 wurde der Schulborn mit modernen Methoden nachuntersucht. Datierungen an Hölzern der Quellfassung ergaben, dass die Stelle seit dem 4./3. Jahrhundert v. Chr. genutzt wurde. Nach Ausbesserungen im späten 2. Jahrhundert v. Chr. wurde die Quelleinfassung letztmals im 1. Jahrhundert v. Chr. repariert.

### Datierung und Bevölkerung

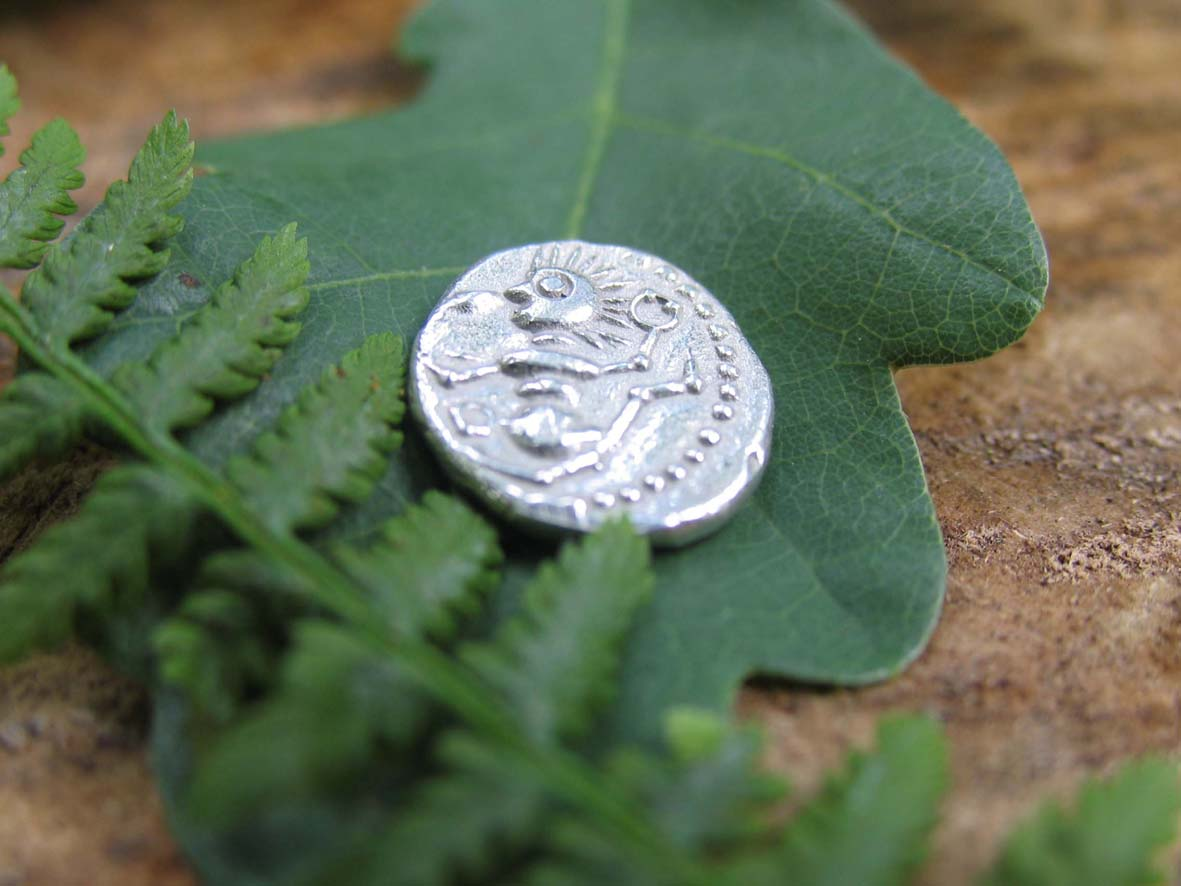
Replik einer keltischen Silbermünze Typ „Tanzendes Männlein“

Funde wie Fibeln und Stempelkeramik zeigen, dass erstmals am Übergang zur Mittellatènezeit, also um die Mitte des 3. Jahrhunderts v. Chr., eine intensive Besiedlung auf dem Dünsberg einsetzte. Ältere Metallfunde fehlen bislang. Diese intensive Besiedelung endete in der zweiten Hälfte des ersten Jahrhunderts v. Chr.
Über die Bewohner der Ringwallanlage und des oppidum wird in der Forschung diskutiert. Aufgrund numismatischer Untersuchungen an Fundmünzen, insbesondere der Entwicklung der Prägungen vom Typ „Tanzendes Männlein“ wird eine Wanderung der Dünsbergbevölkerung in den Kölner Raum im 3. Jahrzehnt des 1. Jahrhunderts v. Chr. angenommen. Diese Migrationsbewegung korrespondiert mit der Stammesgeschichte der Ubier, so dass der Dünsberg von der Forschung als Zentralort der Ubier angesehen wird bevor diese 19/18 v. Chr. durch Agrippa ins Rheinland umgesiedelt wurden. Bezeichnend ist, dass die Münzreihe des vermutlich am Dünsberg geprägten „Tanzenden Männleins“ um 20 v. Chr. auf dem Oppidum abreißt. Jüngere Prägungen finden sich nun bis nach der Zeitenwende mit leichten Abweichungen des Motivs und teils abnehmender Prägequalität im Rheinland, in den Lippelagern und in der Fundstelle Waldgirmes.
Diese Zuordnung zu dem Stamm der Ubier ist jedoch umstritten. Von den Kritikern der Ubierthese wird angeführt, dass es sich bei der Anlage auf dem Dünsberg um eine typische keltische Siedlung handelt, die Ubier jedoch von Gaius Iulius Caesar als Germanen beschrieben wurden. Die Zuordnung zu Kelten resp. Germanen erfolgte durch Cäsar sprachlich und räumlich, demnach waren „Kelten“ keltisch sprechende Menschen links des Rheines und „Germanen“ germanisch sprechende Völker rechts des Rheines. Ausnahmen waren die vier cisrhenanischen (linksrheinischen) Germanenstämme, z. B. die Eburonen. Der Dünsberg liegt rechtsrheinisch und damit zweifelsfrei in germanischen Gebiet. Damit ist die Zuordnung der Anlage zu einem germanischen Stamm – jedenfalls in der üblichen Cäsarischen Einteilung – zwingend. Da die Kelten ursprünglich aus dem Germanischen rechtsrheinischen Gebiet stammten und ab ca. 800 v. Chr. nach Westen strebten und der Befestigungsbau beiderseits starke Ähnlichkeiten aufweist, kann auch aus der Anlagenart allein kein Ausschluss vorgekommen werden. Auch die Schilderung Cäsars zur zweiten Rheinüberquerung vom Gebiet der Treverer aus in das Gebiet der Ubier  spricht für eine ubische Anlage. Cäsar belegte zudem, das die Ubier Oppida, also befestigte Plätze, besaßen.

### Funde und Befunde
Problematisch bei der Bewertung der Funde vom Dünsberg ist, dass die meisten Stücke aus illegalen Sammlungen von Sondengängern stammen. Bei diesen können keine Aussagen zur Stratigraphie oder über den Befundkontext getroffen werden. So kennt der Kunsthandel einen Fibeltyp, der als „Typ Dünsberg“ in einschlägigen Katalogen zu finden ist. In regulären Ausgrabungen konnte dieser Fibeltyp bislang jedoch nicht nachgewiesen werden.
Im besonderen Fokus der neueren Grabungskampagnen stand das Tor 4 am Südhang und dessen Umfeld. Vor Tor 4 wurden teils ungeplünderte Waffendeponierungen gefunden. Zum Inventar dieser Deponierungen zählen auch Überreste von Pferden sowie Goldmünzen. Dieser Befund legt die Interpretation dieser Stelle als rituellen Kultplatz mit Pferdebestattung nahe.
Der Befund einer provisorisch ausgebesserten Festungsmauer nahe bei Tor 4 und zahlreiche Funde von römischen Waffen, darunter Schleuderbleie und Geschossbolzen, weisen auf Kämpfe unter römischer Beteiligung in augusteischer Zeit hin. Welche Einheiten der römischen Armee hier gegen wen gekämpft haben, ist nicht bekannt. Ebenso wenig kann der genaue Zeitpunkt der Auseinandersetzungen genau eingegrenzt werden. Möglicherweise gehört in diesen Kontext das Lager Dorlar oder die Fundstelle Waldgirmes.

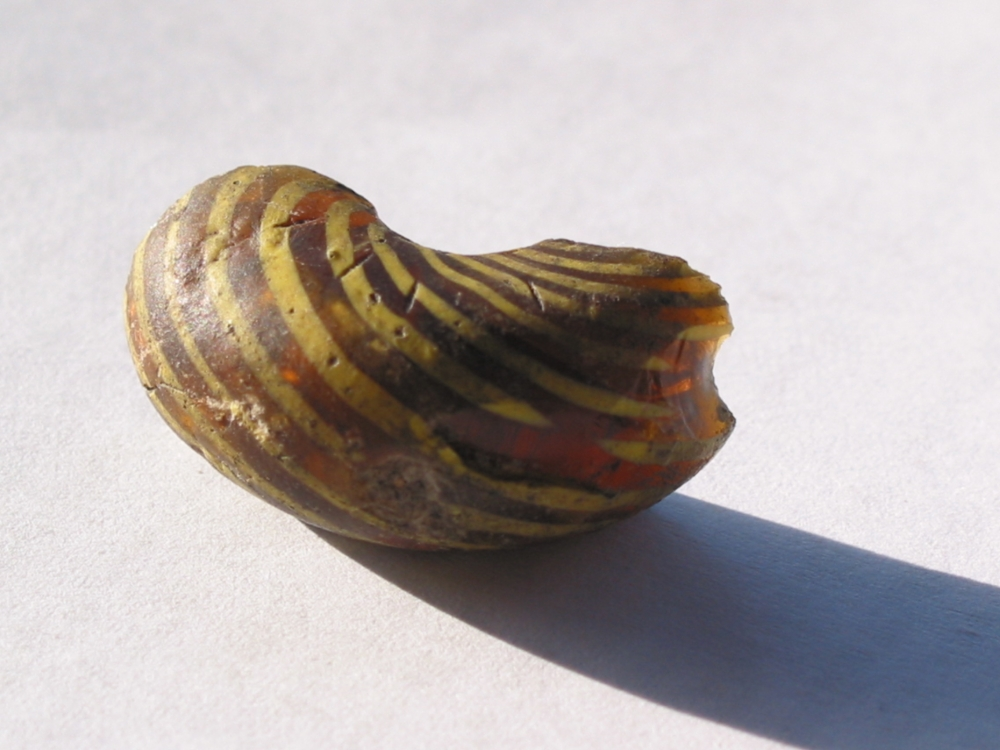
Keltische Glasperle
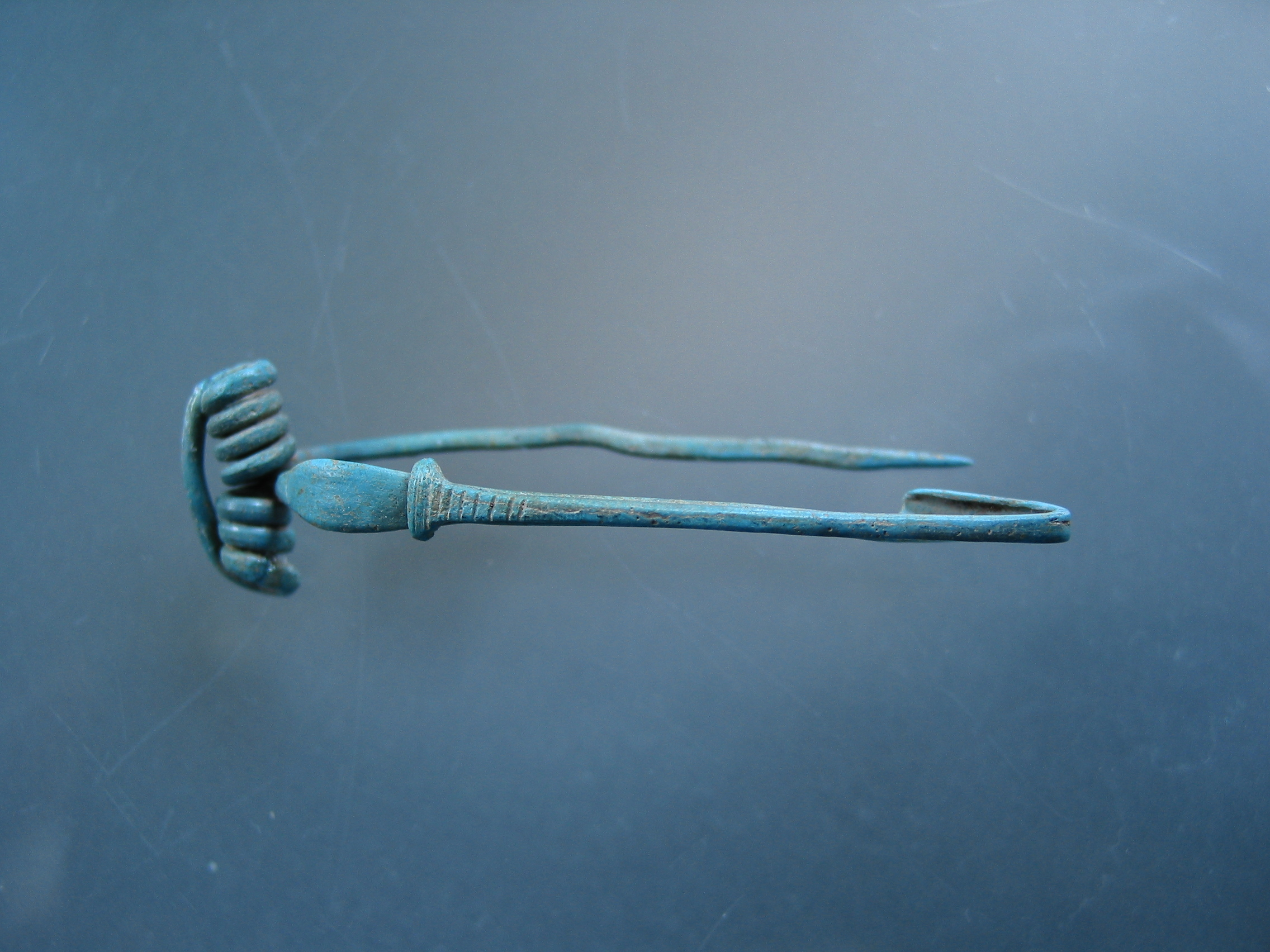
Keltische Bronzefibel
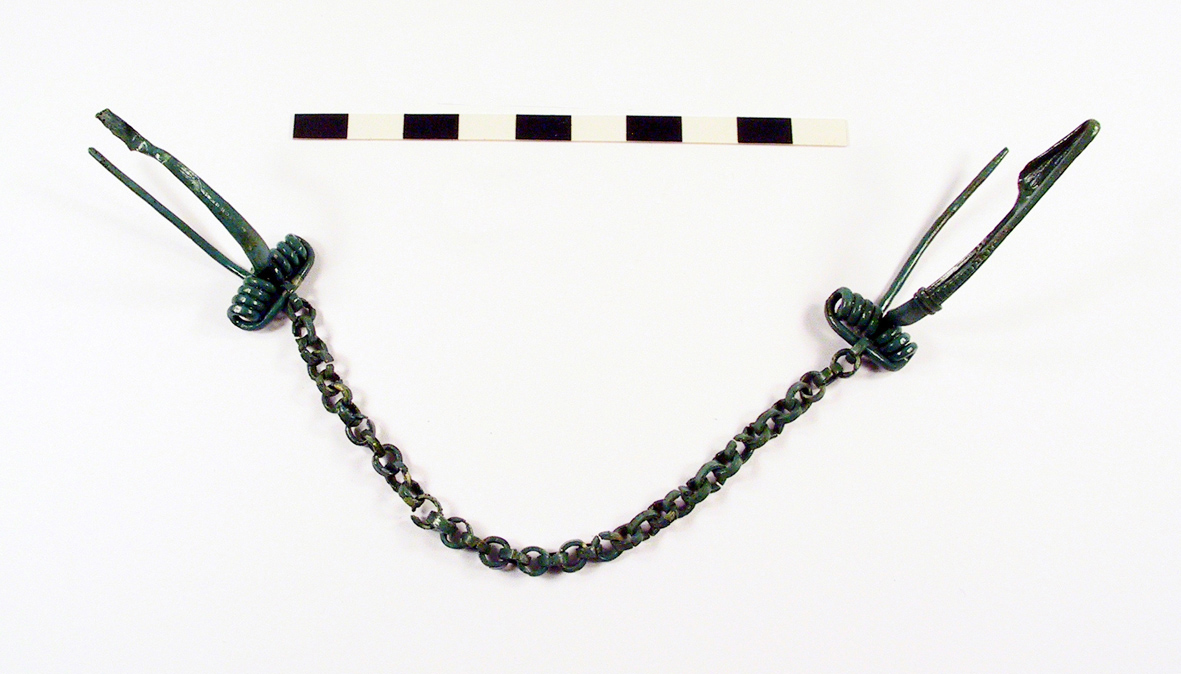
Fibelpaar mit Verbindungskette
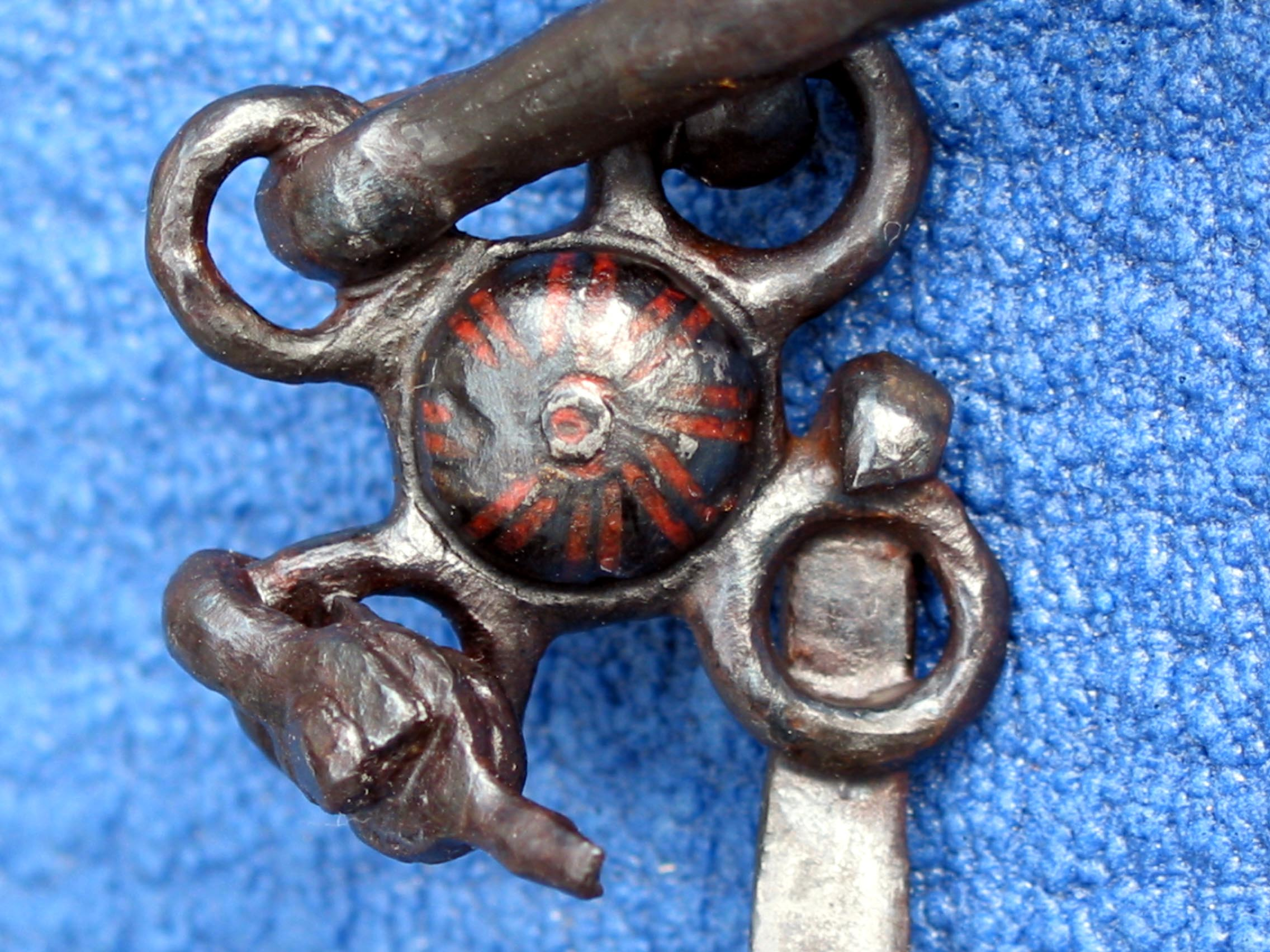
Keltisches Trensenfragment aus Eisen mit roten Emaileinlagen

### Nachoppidumzeit
In römischer Zeit verlor der Dünsberg an wirtschaftlicher und strategischer Bedeutung. Er wurde nicht vom Limes eingeschlossen und lag fortan im Territorium der Chatten, die den Berg jedoch nicht nutzten. Funde am Osthang, auch Waffenfunde, deuten darauf hin, dass der Dünsberg erst ab dem 5. Jahrhundert wiederbesiedelt wurde und hier eine Fliehburg errichtet wurde.

## Denkmalschutz und Fundverbleib
Die Ringwallanlage und das oppidum sind Bodendenkmäler im Sinne des Hessischen Denkmalschutzgesetzes. Nachforschungen und gezieltes Sammeln von Funden sind genehmigungspflichtig, Zufallsfunde sind an die Denkmalbehörden zu melden.
Ein Teil der Funde wird im Museum KeltenKeller in Biebertal-Rodheim ausgestellt.